# Ristinghortane
Die Ristinghortane sind Felsvorsprünge in der Heimefrontfjella des ostantarktischen Königin-Maud-Lands. Sie ragen an der Nordostseite des Kibergdalen auf.
Wissenschaftler des Norwegischen Polarinstituts benannten sie 1973. Namensgeber ist der Rechtsanwalt Johannes Risting (1910–1987), ein Anführer des Widerstands gegen die deutsche Besetzung Norwegens im Zweiten Weltkrieg.